# Diligencia (carruaje)

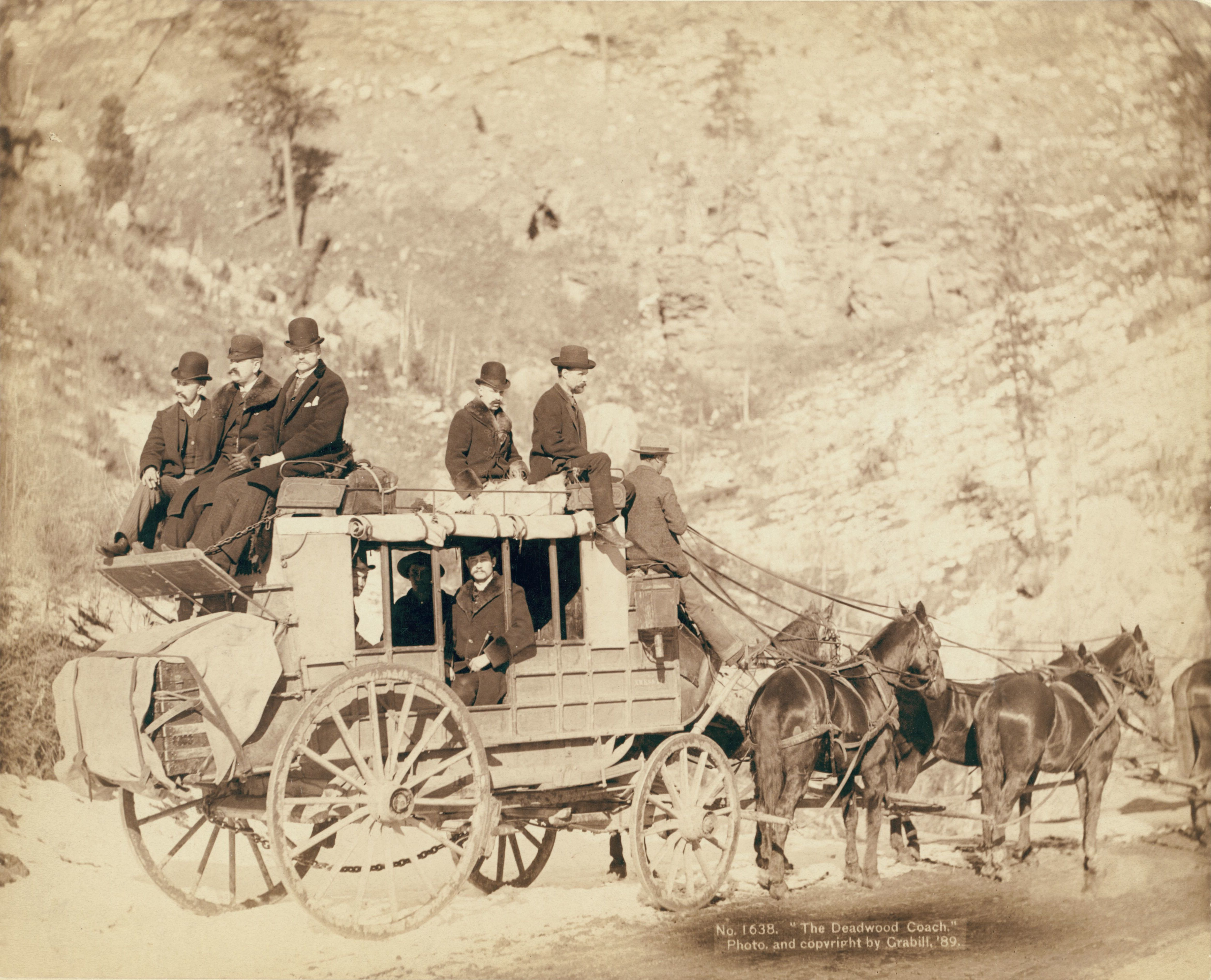
Diligencia en 1888 (Dakota del Sur)

La diligencia era un carruaje de camino, de cuatro ruedas, que hacía un servicio regular entre dos poblaciones extremas de su ruta con itinerario fijo, trasportando viajeros y correo. Su espacio puede dividirse en tres departamentos:
- Berlina en la parte anterior, con asiento transversal para tres plazas, ventanillas de cristales al frente y dos puertas laterales de vidrio. Va detrás del pescante y por debajo de él pues este se encuentra elevado sobre el techo de la caja.
- Interior, colocado detrás de la berlina y en el centro del carruaje como su nombre indica. Tiene dos asientos transversales y es por lo tanto doble que la berlina. Tiene puertas laterales con cristales entre los asientos.
- Rotonda que ocupa la parte posterior del carruaje con dos asientos laterales para tres o cuatro plazas cada uno. Tiene puerta trasera central entre los asientos y estribos en todas las puertas.

En algunas diligencias falta el departamento central y entonces a la rotonda se la llama interior. La cubierta, más resistente que la del ómnibus, tiene una barandilla para contener los equipajes y fardos y en la que se fija la baca: inmensa piel formada de cuero cosido y claveteado con anillos en las orillas para sujetarla con cuerdas a la barandilla. Detrás del pescante, sobre el techo del carruaje y delante de la barandilla hay otro departamento, el cupé, formado por un asiento transversal para tres plazas abierto por delante con cubierta de cuero para los pies y las piernas que se une a una capota como la de los cupés.

## En la cultura popular
- La diligencia (Stagecoach) es una película estadounidense de 1939 del género del western dirigida por John Ford, con John Wayne como actor principal.
- Mary Fields, alias "La diligencia". Primera mujer afroestadounidense cartera del servicio postal de EE. UU.